# Врт хесперида
Тајни врт Хесперида везује се за епове о Персеју и Хераклу. Иако мит, током историје било је више покушаја да се он лоцира на реално место и да се опише.
Врт Хесперида обично се везује за северну Африку, и планину Атлас „иза реке Океанус“ или, према другима, за Киренајку (исток Либије). Према описима Скилакса из Каријанде, грчког географа из VI века, врт лежи у депресији дубине 19 хвата (око 35 m) окружен стрминама са свих страна. Пречник врта је два стадија (370 m), а покривен је густо посађеним дрвећем различитих врста, испреплетених круна. Од воћака ту су биле златне јабуке (вероватно поморанџе), нар, дуд, винова лоза, маслина, бадем и орах, а од украсних врста јагодњак, мирта, ловор, бршљан и дивља маслина. Златне јабуке свадбени поклон Геје - Хери и Зевсу које су давале бесмртност. Врт су од смртника чувале три нимфе Хеспериде ћерке Хеспера уз помоћ Ладона страшног змаја који је стално био будан. Херакле је отео јабуке лукавством, али их је Атина вратила.
Многи аутори описују овај врт као оазу у пустињи, а износе и различите хипотезе засноване на овој претпоставци. Beechey & Beechey, пишу да, као и многа друга чуда древна или савремена, када се сведу на просту истину, нуде врло мало нечега што је неуобичајено. Укратко то је стари каменолом који је послужио да се подигне Бенгази чије дно је покривено плодном земљом у коју је сађено различито жбуње и бујне воћке. Бенгази је основан око 525. п. н. е. као Еуесперидес, што га доводи у везу са вртом Хесперида. Овај назив добио је због околног плодног земљишта.
Неки митови смештају Врт далеко на север у Хипербореју или северну Италију, али узимајући у обзир везу митова са Атласом, Либија је локација која највише одговара фабули митова.